# معرض السيارات السعودي الدولي
معرض السيارات السعودي الدولي؛ هو معرض سيارات يقام بشكل سنوي في مدينة جدة بالسعودية. وصلت عدد نسخ المعرض إلى 37 نسخة (حتى سنة 2015). يتجاوز عدد زوار المعرض 100 ألف زائر على مدار خمسة أيام. يعد المعرض الأضخم من نوعه في مجال صناعة السيارات في السعودية. يشارك فيه العديد من الشركات العالمية من أمريكا وكوريا الجنوبية وألمانيا والصين واليابان. يحتوي على أقسام للسيارات المعدلة وسيارات الدفع الرباعي والدراجات النارية والعربات التجارية والسيارات الثقيلة والشاحنات.

## شركات مشاركة
- هوندا
- كيا
- نيسان
- هيونداي
- شفروليه
- كاديلاك
- جي إم سي